# Lachsbach (Flensburger Förde)

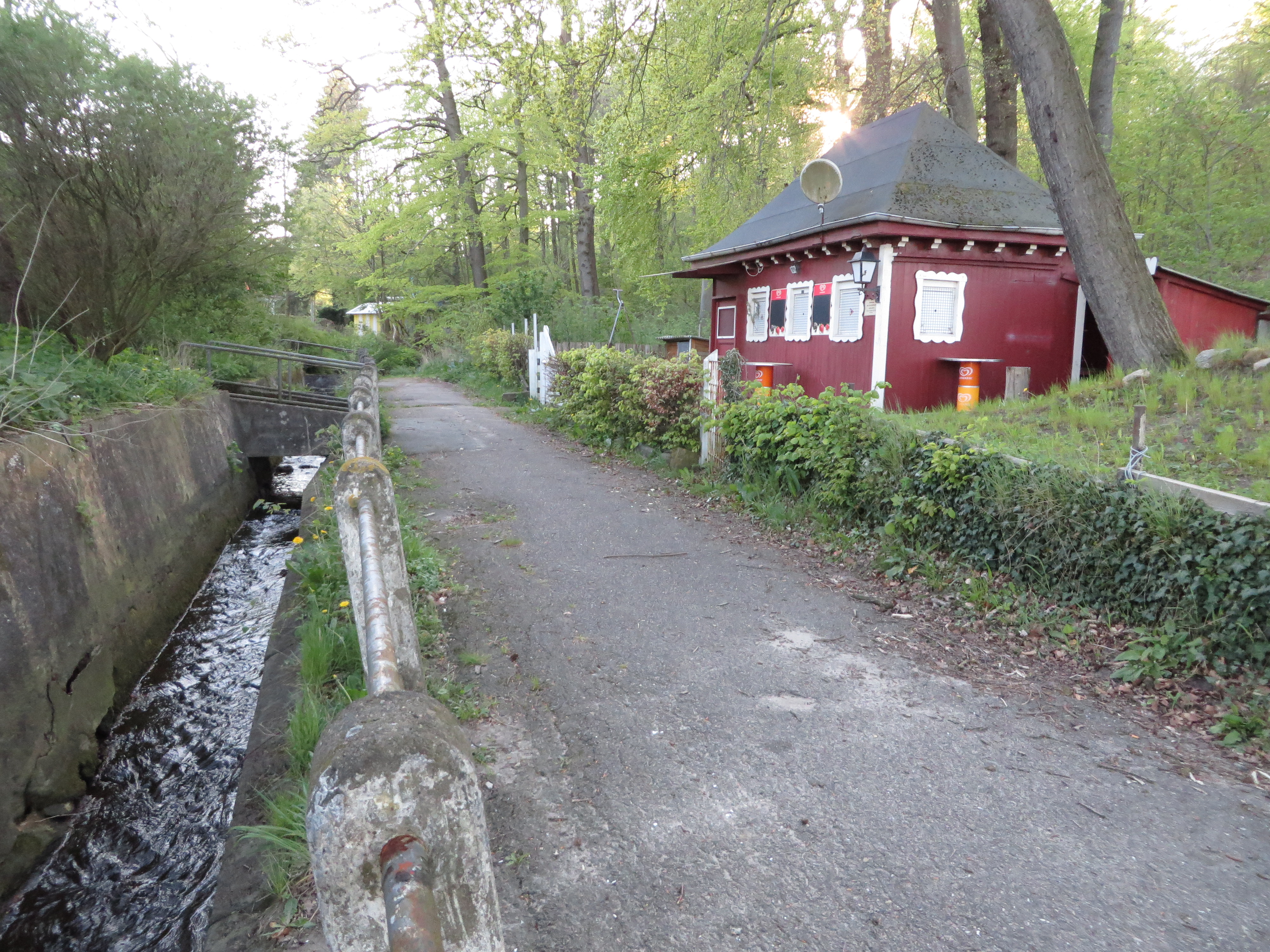
Der Lachsbach beim Ostseebad.

Lachsbach (dänisch: Laksebækken; ursprünglich und teilweise heute noch: Moorbach; dänisch: Morbæk und Mårbæk) ist ein Bach im Norden der Stadt Flensburg. Der um den Bach umliegende Landschaftsteil trägt den Namen Lachsbachtal. Der Oberlauf befindet sich im Ort Harrislee.

## Name

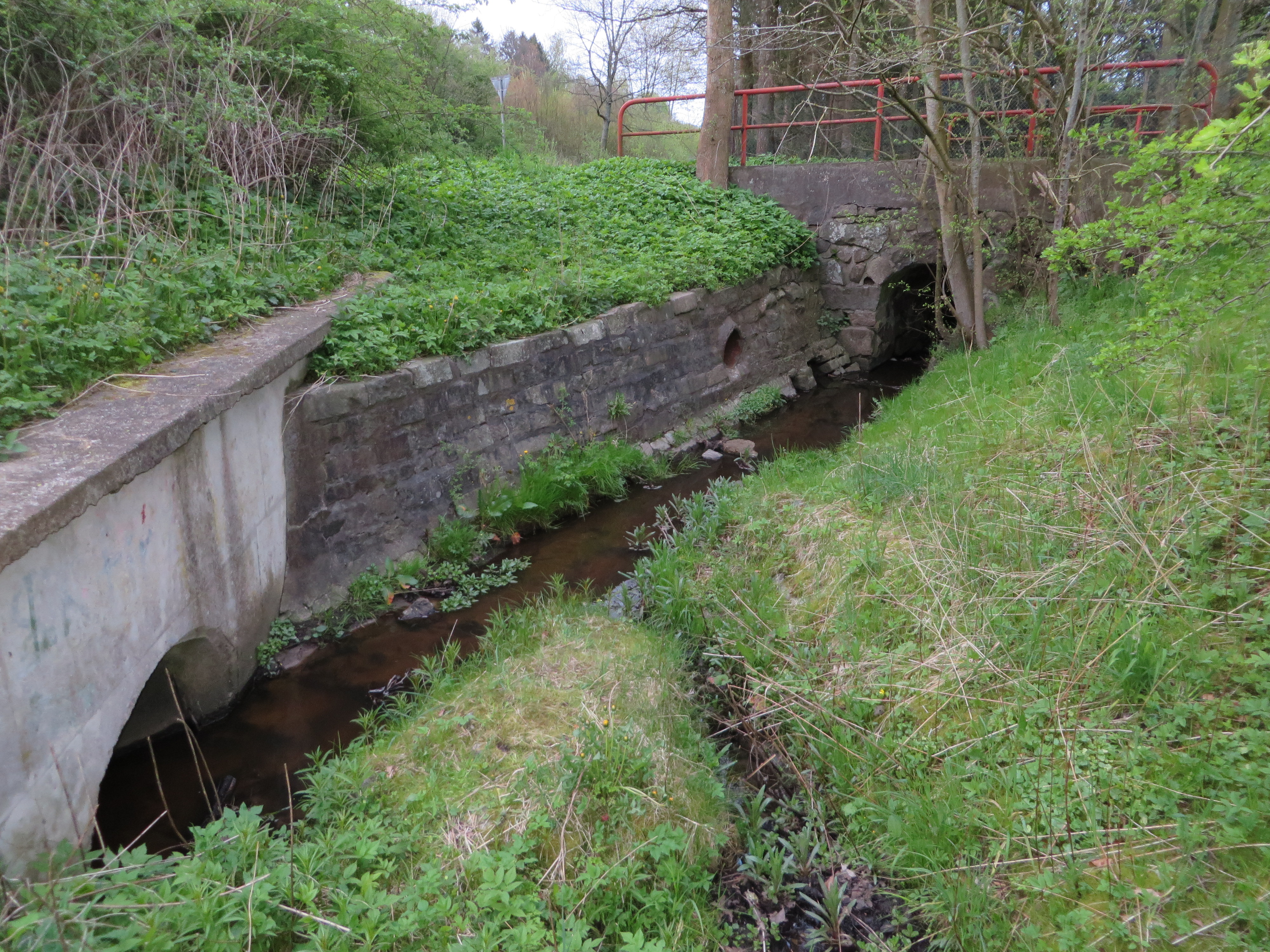
Der Lachsbach bei der Bau’er Landstraße, wo in der Nähe die Burg zu Flensbeck bei Mordbeck vermutet wird.

Für den Lachsbach ist seit dem 13. Jahrhundert der ursprüngliche Bachname „Moorbach“ beziehungsweise „Moorbek“ belegt. Erstmals Erwähnung findet der Bach im Flensburger Stadtrecht von 1284 (in der dänischen Fassung von 1300 Marthbæk; in der niederdt. Fassung von 1431 Morbeke) in seiner Funktion als Begrenzung des Stadtfeldes nach Norden. Der erste Namensbestandteil leitet sich entweder von altdän. *marth für Wald, vom Tiernamen mår (Mader) oder altnord. mȳrr für Sumpfland ab. Im Sagenstoff um die fünf bösen Burgherren wird der Bachname „Mordbeck“ im Zusammenhang mit einer Burganlage erwähnt. Es wird vermutet, dass diese sagenhafte „Burg zu Flensbeck bei Mordbeck“ am Lachsbach bei der Bau’er Landstraße gestanden haben könnte. Bis zum Anfang des 20. Jahrhunderts wurde der Bach üblicherweise Moorbach (beziehungsweise Moorbek) genannt. Irgendwann nach 1920 setzte sich der Name Lachsbach für den Bach durch. Die neue Bezeichnung entstand vermutlich als volkstümliche Spottbezeichnung. Anfang des 18. Jahrhunderts sollen zwar Lachse bei St. Jürgen gefangen worden sein, vermutlich im dortigen Lautrupsbach, doch hinsichtlich des schmaleren, seichteren Moorbaches beziehungsweise Lachsbaches existieren keine Belege, so dass Lachse also niemals im Lachsbach geschwommen sein dürften. Der Name Lachsbach dürfe sich heute unter anderem auch durch den Straßennamen Am Lautrupsbach sowie den Flensburger Buslinien, die diesen Namen nutzen, im Allgemeinen Bewusstsein der Flensburger Bürger gefestigt haben. Der alte Name Moorbach dürfte heutzutage, trotz der beiden Straßennamen Am Moorbach und Moorbachwinkel kaum noch verbreitet sein.

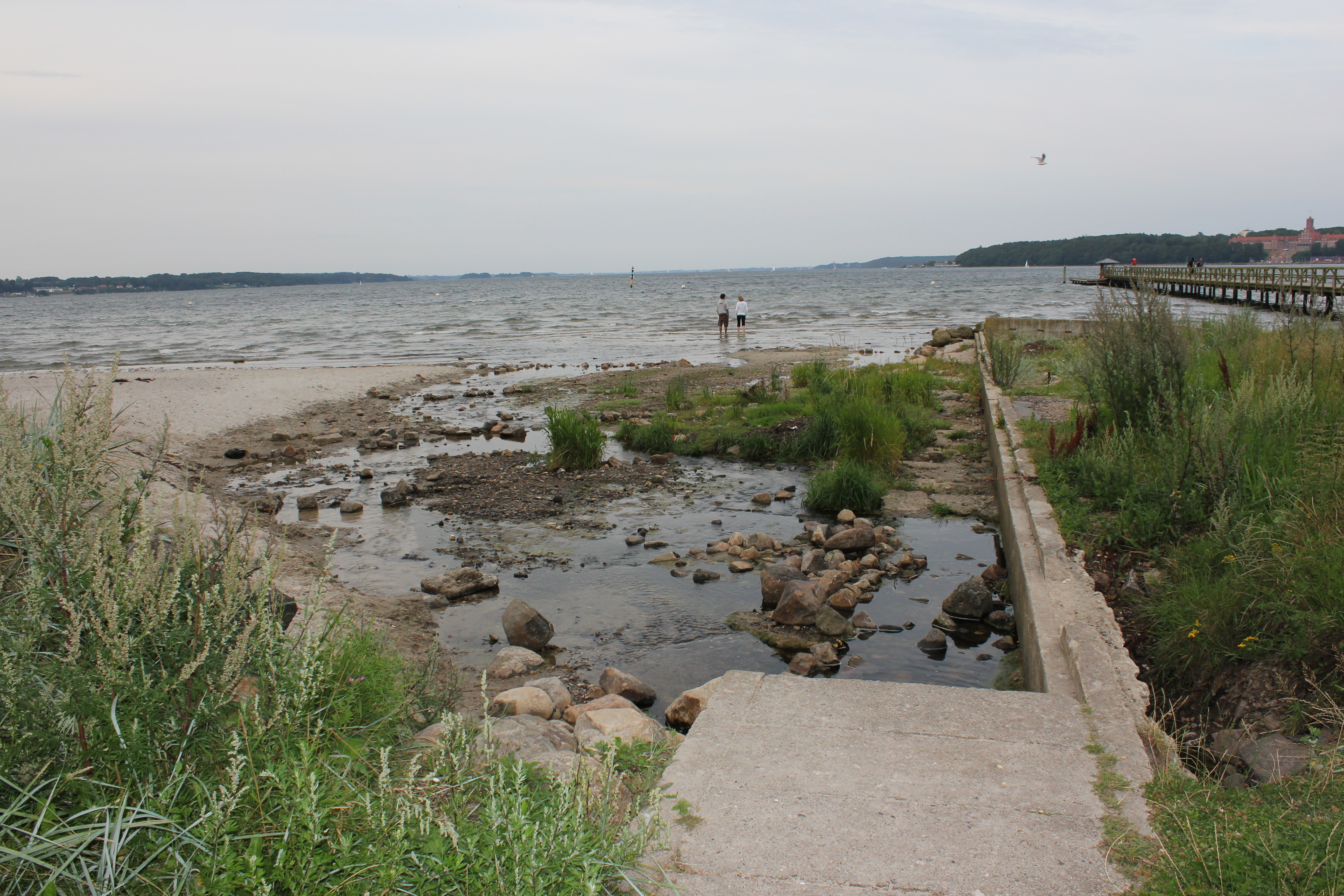
Der Lachsbach fließt bei Ostseebad in die Förde.

## Lage und Verlauf
Die Anfänge des Lachsbaches befinden sich beim Harrisleer Ortsteil Musbek. Mit den Anfängen des Lachsbachs beginnt sich dort auch das Lachsbachtal zu entfalten. Der Lachsbach mit dem Lachsbachtal entfalten sich zunächst in Richtung Nordosten. Nach ungefähr 600 Metern erreicht der Lachsbach die Westtangente. Durch eine Unterführung gelangt der Lachsbach auf die andere Seite der Straße und betritt damit das Stadtgebiet Flensburgs. Die nächsten 700 Meter in nordöstlicher Richtung schlängelt sich der Lachsbach durch ein Talbereich mit Schrebergärten. Das Lachsbachtal auf dieser Flensburger Seite ist offenbar ungefähr 24 Hektar groß. Am Ende der Schrebergartensiedlung mündet der aus dem Norden kommende Nordgraben im Lachsbach.
Nach einem Kilometer weiter in Richtung Osten, mündet der Lachsbach beim Ostseebad in der Flensburger Förde. Seit dem Jahr 2009 ist dieser Mündungsbereich entrohrt.